# 龙旺庄街道
龙旺庄街道是中国山东省烟台市莱阳市下辖的一个街道。

## 行政区划
龙旺庄街道下辖北龙旺庄村、东陡山村、中陡山村、西陡山村、南曲格庄村、北曲格庄村、南龙旺庄村、瓦屋夼村、溪聚村、南埠村、周格庄村、北姜格庄村、洞仙庄村、水南村、接家庄村、柳树夼村、止风村、源水夼村、逍仙庄村、枣庄村、纪格庄村、乔家泊村、堑头村、倪家店村、石沟村、东庙后村、西庙后村、庙西村、梁好泊村、北官庄村、南官庄村、鹿格庄村、东祝家庙村、西祝家庙村、田格庄村、文翘泊村。